# Adams George Archibald
Adams George Archibald (ur. 1814, zm. 1892) – jeden z czołowych polityków Nowej Szkocji okresu II poł. XIX w. Archibald był uczestnikiem konferencji w Charlottetown. Należał do Partii Liberalnej.
Urodzony w Truro w Nowej Szkocji. Początkowo zamierzał zostać lekarzem, lecz ostatecznie wybrał zawód prawnika. Posiadał swe własne biuro adwokackie w rodzinnym mieście. Archibald zaangażował się w politykę w 1851 i został po raz pierwszy wybrany do prowincjonalnej legislatury. Zasiadając w parlamencie zaangażował się w dzieło utworzenia pierwszej szkoły w Truro, której jakiś czas był dyrektorem. W 1859 został prokuratorem naczelnym prowincji. Zasiadał w komitecie budowy Kolei Interkolonialnej. Od 1862 przez rok pełnił funkcję premiera rządu Nowej Szkocji.
W 1864 Charles Tupper zaprosił Archibalda do udziału w konferencji w Charlottetown. Wziął także udział w konferencji w Quebecu oraz w konferencji londyńskiej. Zaliczany jest do grupy "Ojców Konfederacji". Był tym, który w parlamencie Nowej Szkocji referował rezolucję quebecką i był jedynym politykiem liberalnym głosującym za jej ratyfikacją. W 1867 wszedł do pierwszego rządu Kanady jako sekretarz stanu. W 1870 ze względu na jego udział w negocjacjach na temat utworzenia Manitoby został jej pierwszym gubernatorem porucznikiem. W 1872 zrezygnował z gubernatorstwa i wszedł do zarządu Kolei Transkanadyjskiej. W 1873 przez niespełna rok przejął trudną pozycję gubernatora porucznika Nowej Szkocji, wobec ciągle silnych ruchów antykonfederacyjnych w tej prowincji.
W 1873 brał udział w powołaniu Dalhousie Law School, wydziału prawa Dalhousie University, którego został przewodniczącym rady nadzorczej. Ustanowił także zasłużone Nova Scotia Historical Society, któremu przewodniczył aż do swej śmierci. Podupadające zdrowie zmusiło go do wycofania się z polityki w 1891 na rok przed śmiercią.